# Barbro Wickman-Parak
Barbro Ingegerd Wickman-Parak, född Pesula 15 februari 1947, är en svensk ekonom och tidigare vice riksbankschef vid Sveriges riksbank för perioden 21 maj 2007 - 20 maj 2013. Hon var gift med förre riksbankschefen Krister Wickman från 1982 fram till hans död 1993.
Wickman-Parak tog studentexamen i Haparanda 1966 och flyttade sedan till Stockholm för studier i statskunskap och nationalekonomi. Hon avlade en filosofie kandidatexamen vid Stockholms universitet 1970 och blev därefter handläggare i Riksbanken. Under drygt 15 år var hon anställd vid flera olika avdelningar inom banken, bland annat som kreditmarknadsanalytiker. Åren 1978-1985 övergick hon till att främst ansvara för informationsfrågor.
Mellan 1985 och 1991 gjorde Wickman-Parak ett avbrott från sin verksamhet som ekonom. Hon var tjänstledig för studier i tre år för att läsa in en ämneslärarexamen i historia och samhällsvetenskap, och hösten 1988 till våren 1991 arbetade hon sedan som lärare vid Runö folkhögskola, knuten till LO.
I juli 1991 blev hon anställd på Konjunkturinstitutet. Hon deltog där i Riksbanksutredningen och gruppen för internationell konjunktur. I september 1995 kom hon till dåvarande Posten/Postgirots ekonomiska sekretariat, där hon ansvarade för konjunktur- och ränteprognoser. Sedan januari 2001 har hon varit anställd som ekonom på SBAB, där hon byggt upp bolåneinstitutets ekonomiska sekretariat. I januari 2003 befordrades hon till chefsekonom.
Såväl inom Posten som på SBAB har hon publicerat löpande informationsbrev, nu senast genom Räntebloggen. Hon har även ingått i Dagens Industris så kallade "skuggdirektion", som diskuterar räntepolitik för tidningens räkning.
Efter en hearing utsåg riksbanksfullmäktige enhälligt Barbro Wickman-Parak till ny vice riksbankschef den 25 april 2007. Tillsammans med Lars E.O. Svensson blev Wickman-Parak därmed den första vice riksbankschefen i bankens historia att ställas inför en utfrågning innan beslut om tillsättningen fattades. De båda tillträdde sina nya uppdrag i riksbanksdirektionen den 21 maj 2007.
Den 4 mars 2012 meddelande Wickman-Parak sin kommande avgång från direktionen den 20 maj 2013.